# 鄭瑞星
鄭瑞星（1557年—？），字廷奎，號聚井，福建興化府仙遊縣人，民籍，明朝政治人物。

## 生平
萬曆元年（1573年）癸酉科福建鄉試第八十七名舉人，十四年（1586年）中式丙戌科會試第九十二名，二甲第三十名進士。都察院觀政，十五年二月授河南信阳州知州，十二月調闲散，十六年六月調知崖州，二十一年升刑部浙江司员外郎，二十三年养病，二十五年補原职，二十六年升郎中，二十七年降赣州府通判，三十年升淮安府同知。

## 家族
曾祖鄭儀中，訓導；祖父鄭文澄；父鄭應梅。母謝氏。慈侍下。兄鄭逢年、鄭煇，弟鄭景星、鄭日新、鄭日章、鄭炤。